# Sant Joan Baptista de Fullà
Sant Joan Baptista de Fullà, o de Cercet, és l'església del Veïnat d'Amunt, o Cercet, del terme comunal de Fullà, a la comarca del Conflent, de la Catalunya del Nord.
Està situada a l'extrem de llevant del Veïnat d'Amunt, o Fullà d'Amunt, el nucli més meridional del poble de Fullà.
Va ser construïda a prop del castell de Cercet, antic nom del lloc ara conegut com a Fullà d'Amunt. Era sufragània de Santa Eulàlia de Fullà. La seva primera documentació és del 1198, quan Guillem de Villerac fa una deixa testamentària a aquesta església.
És de nau única coberta amb volta de canó, absis semicircular amb volta de quart d'esfera i una petita obertura. Remata l'edifici un campanar d'espadanya de dues obertures paral·leles. La porta, dessota un òcul, oberta al cap de la nau i orientada a l'oest, és de fusta i té una ferramenta senzilla. El conjunt no sembla anterior al segle xii.

A l'interior, decorat amb faixes llombardes, en un nínxol amb volta d'arc es conserva el sarcòfag de Jaubert de Fullà (del 1335), declarat monument històric el 29 de setembre del 1903. El sarcòfag, en marbre de Vilafranca de Conflent, està decorat amb quatre escuts, té una inscripció en llatí i se sustenta sobre dues columnes. La inscripció fa:
| « | XII kalendas aprilis anno Dni M CCC XXXV obiit Dominus Jausbertus de Foliano domicellus Cujus anima per misericordiam Dei Requiescat in pace. Amen | » |

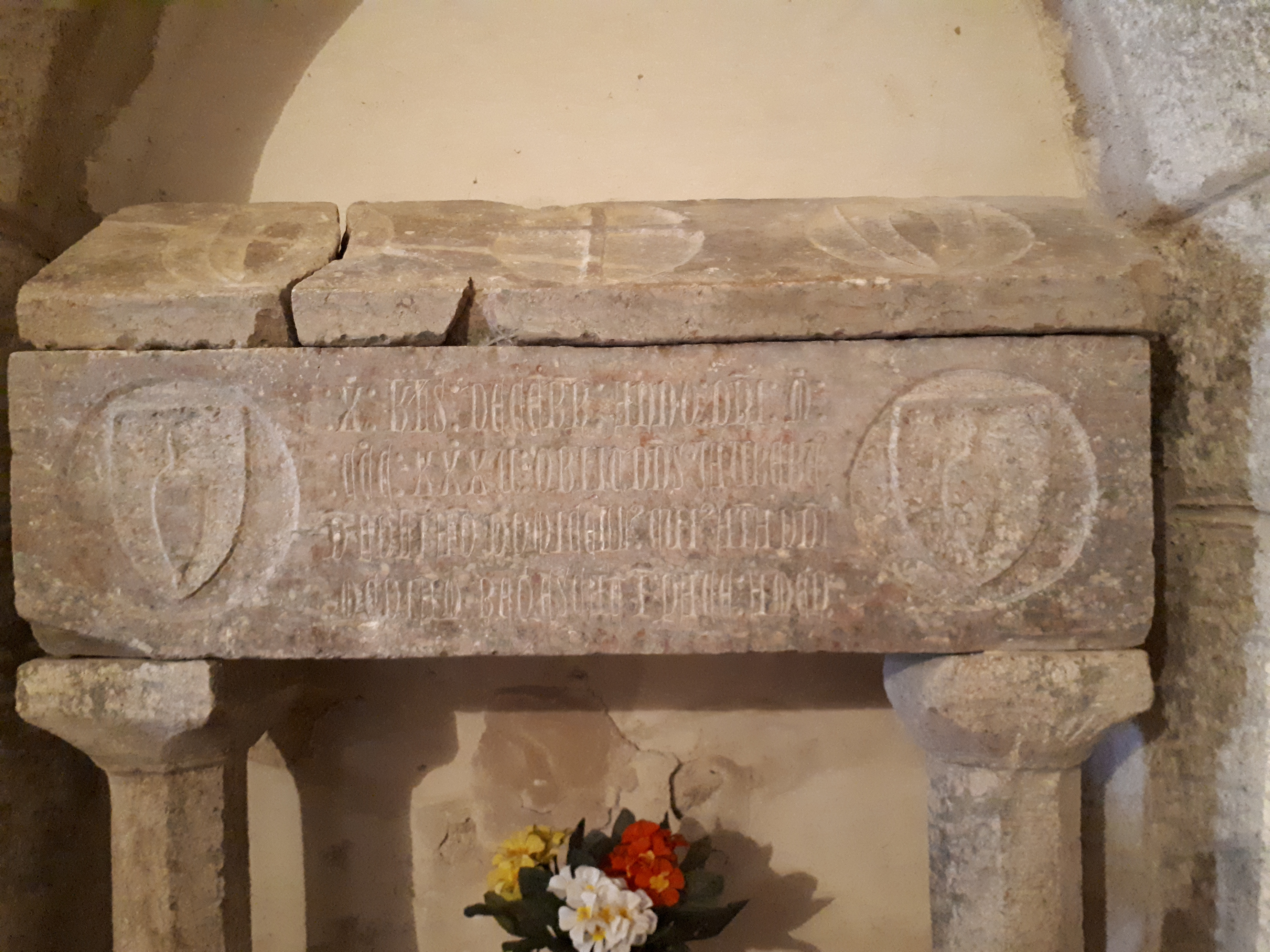
Sarcòfag

| — | |   |